# Rudolf Thalund
Rudolf Thalund Jensen (20. december 1938 i Herning – 18. november 2011) var en dansk atlet, som løb for Herning GF.
Som konkurrenceløber nåede Thalund i 1960'erne og 1970'erne den absolutte danske elite. Hans meritter som eliteløber og sportsmand er omfattende. Han var først og fremmest baneløber på 5.000 og 10.000 meter, men han spændte vidt og prøvede også med succes kræfter med fine tider på 20 km landevej og maratonløb. Det blev til adskillige jyske mesterskaber og to DM titler på 10.000 meter 1965 og på maraton 1969. To gange blev han udtaget til det danske atletik landshold. Han vandt Eremitageløbet i 1970 og 1973. Den store alsidighed bragte ham også en DM-titel i 50 km langrend samt en DM-titel i orienteringsløbs stafet.

## Danske mesterskaber
Atletik
- Sølv 1973 10.000 meter 30:52,0
- Bronze 1971 10.000m 30:26,6
- Bronze 1970 10.000 meter 31:41,0
- Guld 1969 Maraton 2:37,16
- Bronze 1968 10.000 meter 30:57,4
- Guld 1965 10.000 meter 30:24,0

Langrend
- Guld [hvornår?] 50 km langrend

Orienteringsløb
- Guld [hvornår?] Stafet

## Eksterne links
- Herning Orienteringsklub.dk – Vi har mistet vor hurtigste løber. Arkiveret 7. marts 2016 hos  Wayback Machine
- Statletik.dk Profil – Rudolf Thalund (Webside ikke længere tilgængelig)
- DAF i tal – Rudolf Thalund (Webside ikke længere tilgængelig)

| Atletikudøver | Spire Denne biografi om en dansk atletikudøver er en spire som bør udbygges. Du er velkommen til at hjælpe Wikipedia ved at udvide den. |

|  | Artiklen om Rudolf Thalund kan blive bedre, hvis der indsættes et (bedre) billede Du kan hjælpe ved at afsøge Wikimedia Commons for et passende billede eller uploade et godt billede til Wikimedia Commons iht. de tilladte licenser og indsætte det i artiklen. |